# Cypr (wyspa)
Cypr (ang. Cyprus, gr. Κύπρος, tur. Kıbrıs) – azjatycka wyspa we wschodniej części Morza Śródziemnego, często traktowana jako część Bliskiego Wschodu. Czasami bywa jednak zaliczana do Europy, gdyż historycznie, kulturowo i politycznie stanowi jej część. Jest trzecią pod względem wielkości wyspą na Morzu Śródziemnym po Sycylii i Sardynii.

## Geografia

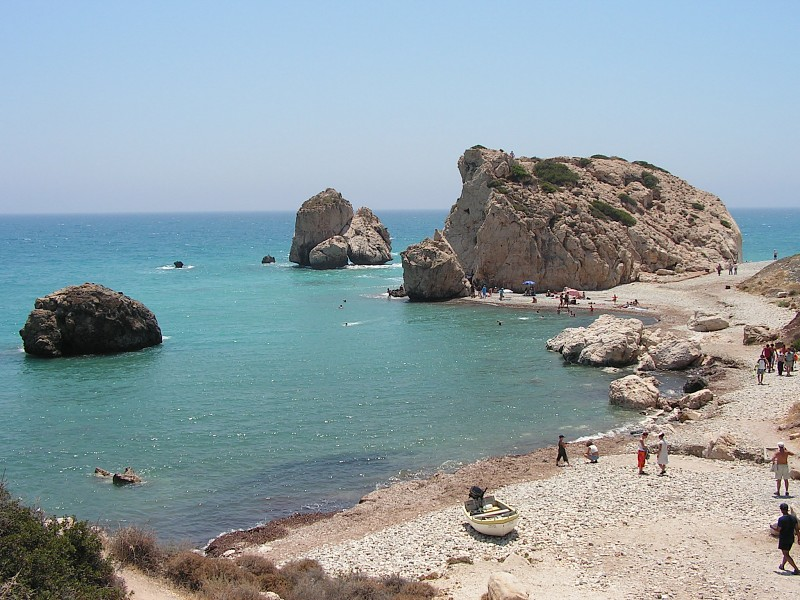
Skała Afrodyty na cypryjskim wybrzeżu

Cypr jest położony około 65 km na południe od Turcji, 100 km na zachód od Syrii i 770 km na południowy wschód od kontynentalnej Grecji. Wyspa rozciąga się na długości 225 km, od przylądka Arnauti na zachodzie do przylądka Apostolos Andreas na północnym wschodzie, a jej rozciągłość w osi północ-południe wynosi 100 km. Długość linii brzegowej wynosi około 640 km.
W północnej części wyspy znajdują się równoleżnikowo ułożone Góry Kyreńskie, zaś na południu i południowym zachodzie położone są góry Trodos, których najwyższym szczytem jest Olimbos (1951 m), będący także najwyższą górą wyspy. Między pasmami gór rozciąga się równina Mesaoria.
Największą rzeką wyspy jest wypływający z gór Trodos Pedieos, który uchodzi do Zatoki Famagusta. Warunki klimatyczne są typowe dla obszaru Morza Śródziemnego: latem jest gorąco i słonecznie, zimą deszczowo.
Rzeźba terenu jest urozmaicona, gleby urodzajne. Warunki zewnętrzne sprzyjają uprawie oliwek, tytoniu i winogron, z których produkuje się wina. Cypryjczycy jednak największe zyski czerpią z turystyki.
Większość wyspy wchodzi w skład Republiki Cypryjskiej, jednakże na północy kraju znajduje się tzw. „Republika Cypru Północnego” uznawana tylko przez Turcję. Na południu wyspy znajduje się niewielkie terytorium zamorskie Wielkiej Brytanii: Akrotiri i Dhekelia.

## Historia

Podział wyspy na część grecką i turecką

W czasie macedońskiej wojny domowej doszło tam do bitwy (306 r. p.n.e.). W starciu tym Demetriusz I Poliorketes, na czele 150 okrętów, w tym eskadry ateńskiej, powstrzymał flotę Ptolemeusza, składającą się ze 140 okrętów wojennych i 200 transportowych wiozących 10 000 piechoty. Ptolemeusz uciekł z 8 okrętami. Po bitwie poddały się jego państwa na Cyprze (za Małą Encyklopedią Wojskową).
Większość mieszkańców Cypru stanowią Grecy. Turcy stanowią około 1/5 ludności. Od schyłku epoki kolonialnej Grecy walczyli o, popierane przez Grecję, zjednoczenie Cypru z Grecją (tzw. Enosis), co wywołało konflikty z ludnością turecką, która w odpowiedzi proponowała przyłączenie Cypru do Turcji lub pozostawienie go kolonią brytyjską, później zaś podział Cypru na dwie części inkorporowane następnie do Turcji i Grecji (tzw. Taksim). W 1925 roku wyspa uzyskała status brytyjskiej kolonii. Pod koniec lat 50. XX wieku gdy kolejne starania przyłączenia wyspy do Grecji nie uzyskały poparcia na forum międzynarodowym, Grecy cypryjscy opowiedzieli się za niepodległością wyspy. W wyniku porozumienia Wielkiej Brytanii, Grecji, Turcji i Cypryjczyków w 1960 roku Cypr został uznany przez ONZ za niezależną republikę. Konstytucja gwarantowała niezależność wyspy i zabraniała Grekom włączenia jej do Grecji. Kilka lat później warunek ten został złamany i parlament przegłosował ustawę, w wyniku której wybuchła wojna domowa pomiędzy cypryjskimi Grekami a Turkami. W konflikt włączyła się Turcja, która w 1974 roku dokonała inwazji na wyspę, a w 1983 roku ogłosiła utworzenie Tureckiej Republiki Cypru Północnego. Nie została ona uznana przez żadne inne państwo, ale istnieje do dziś, dzieląc Cypr na dwie części.

## Zabytki
Cypr obfituje w zabytki, znajdujące się zarówno w strefie greckiej, jak i tureckiej. Na tureckiej północy warto zwiedzić m.in. ruiny Salaminy pod miastem Famagusta, samą Famagustę z ufortyfikowanym zamkiem i licznymi zabytkami architektonicznymi, górskie zamki św. Hilariona, Kantara oraz Buffavento niedaleko Kirenii i wiele innych. W części greckiej turyści chętnie odwiedzają Larnakę, powstałą w XIII wieku p.n.e., ruiny starożytnych miast Pafos, Kurion, Amathus i wiele innych miejsc.